# تو در قاهره خواهی مرد
تو در قاهره خواهی مرد کتابی از نویسندهٔ ایرانی، حمیدرضا صدر است. این رمان زمستان سال ۱۳۹۲ مجوز نشر گرفت در بهار ۱۳۹۳ از سوی نشر چشمه منتشر شد. کتاب روایتگر زندگی محمدرضا پهلوی است. همان آغاز نیز مورد استقبال مخاطب‌ها قرار گرفت. سه هفته پس از عرضه سه بارتجدید چاپ شد. رمان «تو در قاهره خواهی مرد» نامزد جایزه ادبی اکنون شد و همچنین در بخش مستندنگاری جایزه جلال آل‌احمد تقدیر شد. چاپ هشتم این اثر سال ۱۴۰۰ منتشر شده‌است.

## معرفی
شخصیت اصلی رمان تاریخی «تو در قاهره خواهی مرد»، محمدرضا پهلوی است. روایت این رمان از بهار سال ۱۳۴۴ آغاز می‌شود تا بهار سال ۱۳۴۵ ادامه پیدا می‌کند. روایت از سوء قصد به شاه در کاخ مرمر آغاز می‌شود اما داستانِ «تو در قاهره خواهی مرد»، در این یک سال متوقف نمی‌شود با فلاش‌بک‌هایی به سال‌های دهه بیست کودکی و نوجوانی شاه را نیز روایت می‌کند. نقبی به رویدادهای مهم آن سال از جمله ترور حسنعلی منصور نخست‌وزیر شاه و روایتی از نخست‌وزیری امیرعباس هویدا  از دیگر لایه‌های این رمان تاریخی است. حمیدرضا صدر گفته بود که در نگارش این اثر تاریخی از روایتِ زندگی و حکمرانی محمدرضا پهلوی به اسناد و منابع متعدد تاریخی مراجعه کرده‌است. نویسنده علاقه‌مندی‌اش به تاریخ را به عنوان یکی از دلائل نگارش رمان «تو در قاهره خواهی مرد» عنوان کرده بود همچنین او درماتیک بودن زندگی چهره‌ها و رهبران سیاسی را از دیگر دلائل خلق این روایت عنوان کرد. رهبرانی که در عین قدرت و ثروت مدام درگیر هراس و ترس هستند.
اسناد، مدارکم، مجله‌ها و اخبار آن دوران را بررسی کردم و جزئیات کتاب جزئیاتی کاملاً تاریخی است.
 او زمستان سال ۱۳۹۲ از پایان نگارش این رمان خبر داده بود.
حمیدرضا صدر رمان تاریخی دربارهٔ محمدرضا پهلوی را متأثر از شیوه روایی و ساختار کتاب یونایتد نفرین شده خلق کرده‌است.
مدت‌ها بود که در فکر نوشتن رمانی براساس واقعیت‌های تاریخی و وقایع مستند بودم. در واقع بعد از ترجمهٔ رمان «یونایتد نفرین شده» نوشتهٔ «دیوید پیس» که دربارهٔ زندگی «برایان کلاف» مربی جنجالی فوتبال انگلیس بود به فکر نوشتن رمانی با چنین مختصاتی افتادم. برای همین هم به نظرم رسید آخرین شاه ایران بیش از هر چهرهٔ تاریخی دیگری قابلیت دستمایه شدن برای روایت در چنین رمانی را دارد. شخصیتی که قدرت و ثروت او را فراگرفته است و در عین‌حال در خلوت و تنهایی‌اش از چیزهای زیادی هراس دارد و می‌ترسد و این تناقض‌ها و پرداختن به آنها برایم جذاب بود، از طرفی خواندن تاریخ معاصر ایران هم یکی از علاقمندی‌های من است و همهٔ این‌ها دست به دست هم داد تا رمان «تو در قاهره خواهی مرد» را بنویسم.

صدر در این کتاب به دوگانگی شخصیت محمدرضا شاه و درون متزلزل و هراسانش پرداخته‌است. با استفاده از تکنیک فلش بک و فلش فوروارد گذشته و آینده او را روایت می‌کند. رخدادهایی که با جزئیات روایت شده‌اند برپایه مستندات کتابخانه ملی و کتابخانه مجلس هستند.

## جوایز
رمان تو در قاهره خواهی مرد در جوایز ادبی نیز مورد توجه هیئت داوران قرار گرقت.
- نامزد جایزه ادبی اکنون[۸]
- تقدیر در بخش مستندنگاری جایزه جلال آل‌احمد.[۹]

## نقد و بررسی
تو کمی بیشتر از یک دهه بعد دوباره به مصر باز خواهی گشت. به آن جا. به قاهره. به کاخ عابدین. به خیابان قصر نیل. اما نه در کسوت سلطنت. نه ولیعهد. نه در لوای شاهنشاهی. نه در جامهٔ شاهوار. نه با تاج و نه بر تخت. آن زمان نه شاه هستی و نه تاجی داری، نه تختی. آن زمان تبعیدی هستی و کسی برایت سلام نخواهد فرستاد

کتاب تو در قاهره خواهی مُرد علاوه بر جلب توجه جوایز ادبی و مخاطب‌های کتاب مورد بررسی و نقد منتقدان و کارشناسی ادبی نیز قرار گرفت.
در نقدی که در هنرآن‌لاین به قلم مجتبی هوشیار محبوب منتشر شده‌است آمد:
مخاطب‌های کتاب‌های تاریخی-خصوصا تاریخ معاصر ایران- مخاطب‌های اصلی این کتاب باشند که احتمالاً بعد از خواندن این اثر تجربه خوشایندی را نیز پشت سر خواهند گذاشت چرا که همان‌طور که گفته شد، «تو در قاهره خواهی مرد»؛ اولین رمان حمیدرضاصدر روایت پر جزییاتی (به لحاظ تاریخی) از زندگی محمدرضاپهلوی در اختیار خواننده می‌گذارد.

همچنین در بخشی از یادداشت شیما جوادی منتشر شده در خبرگزاری کتاب دربارهٔ این اثر آمده‌است.

زبان و لحن نویسنده در روایت داستانش برخلاف استراتژی جالب و پرکششی که در انتخاب نوع راوی به کار برده، سرد و خشک است. از اواسط داستان لحن راوی شبیه معلم تاریخی می‌شود که مدام و تندتند دارد اتفاقات تاریخی و زندگی شاه را بدون کمی تأمل روایت می‌کند.